# 거마창

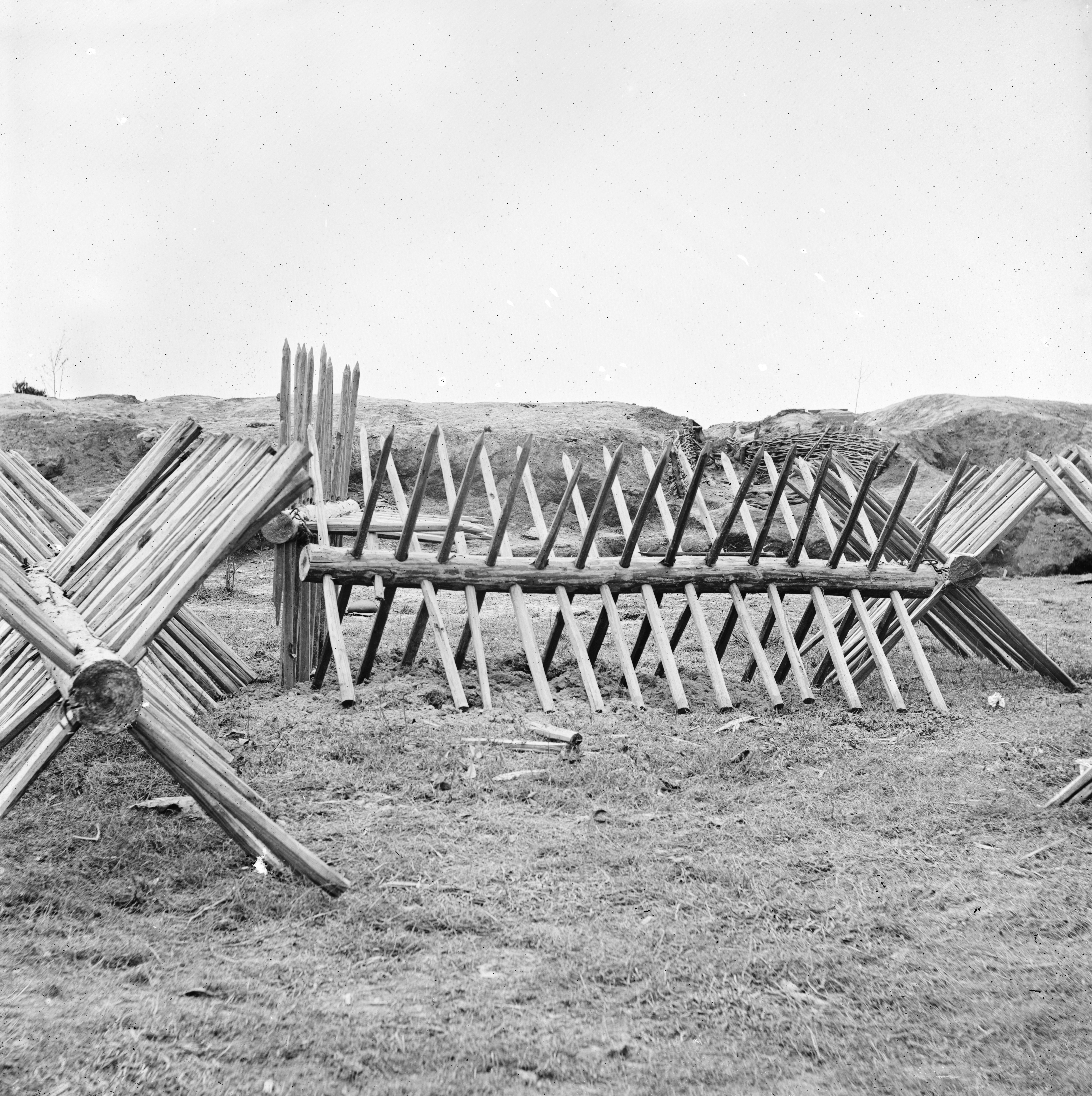

거마창(拒馬槍, 프랑스어: cheval de frise)은 기병을 막기 위해 배치한 방어용 무기이다. 거마창은 다양한 형태로 존재하는 방어 장애물이었다. 이 용어는 강에서 선박이나 기타 선박의 통행을 방지하는 데 사용되는 수중 구조물에도 적용되었다.
거마창의 발명은 고대 중국에 기인한다. 나무나 금속 말뚝으로 만든 방어 장애물을 사용한다는 개념은 유럽에서 사용되기 이전부터 있었다. 역사적 기록에 따르면 "텅파이(teng pai)" 또는 "모파이(mó pai)"로 알려진 유사한 유형의 방어 장벽이 기원전 4세기 초 중국에서 사용되었다. 이러한 초기 버전의 거마창은 적의 공격으로부터 도시, 요새 및 기타 전략적 위치를 보호하기 위해 사용되었다.
거마창의 이용은 중세 시대에 유럽으로 퍼져 중세 요새의 일반적인 특징이 되었다. 특히 르네상스와 근대 초기에 성 방어와 군사 작전에 광범위하게 사용되었다. 그러나 거마창의 원래 개념과 초기 사용은 고대 중국으로 거슬러 올라간다.